# توطئه تروریستی ۲۰۰۸ بارسلون
توطئه تروریستی ۲۰۰۸ بارسلون (انگلیسی: 2008 Barcelona terror plot) یک حمله تروریستی بود که توسط جنبش طالبان پاکستان در شهر بارسلون که چند روز قبل از این قصد انجام آن را داشت و برنامه‌ریزی کرده بود رخ داد. آن‌ها قصد داشتند یک حمله انتحاری را در متروی بارسلون اجرا کنند. حدود ۱۴ نفر در این عملیات شرکت داشتند که شامل دوازده پاکستانی و دو هندی می‌شدند. آنها بین ۱۸ تا ۱۹ ژانویه ۲۰۰۸ در محله چند قومیتی راوال در بارسلون دستگیر شدند. ماه‌ها بعد، سخنگوی جنبش طالبان پاکستان، این حمله را در یک بیانیه ویدیویی که بر روی اینترنت منتشر شد، برعهده گرفت.